# Ла Луз (Њу Мексико)
Ла Луз (енгл. La Luz) насељено је место без административног статуса у америчкој савезној држави Њу Мексико.

## Демографија
По попису из 2010. године број становника је 1.697, што је 82 (5,1%) становника више него 2000. године.
| Група             | 2000.         | 2010.         |
| Белци             | 1.047 (64,8%) | 1.064 (62,7%) |
| Афроамериканци    | 7 (0,4%)      | 8 (0,5%)      |
| Азијати           | 9 (0,6%)      | 17 (1,0%)     |
| Хиспаноамериканци | 512 (31,7%)   | 581 (34,2%)   |
| Укупно            | 1.615         | 1.697         |